# Colle (Monteleone d'Orvieto)
Colle is een plaats (frazione) in de Italiaanse gemeente Monteleone d'Orvieto.